# 大法師：信徒
《大法師：信徒》（英語：The Exorcist: Believer）是一部2023年美國超自然恐怖片，《大法師》系列的第六部電影，但忽略早前的其他續集，只以1973年電影《大法師》作為故事前情。本片由大衛·高登·格林執導，劇本由彼得·薩特勒和格林共同撰寫，故事由史考特·提姆斯、丹尼·麥布萊和格林共同撰寫，小萊斯利·奧多姆、珍妮佛·奈特勒斯、安·道得及艾倫·鮑絲汀主演。
環球影業排定本片於2023年10月6日在美國上映。2023年7月25日，宣布本片作為全新三部曲的首部曲，並將續集《大法師：騙徒》（The Exorcist: Deceiver）排定於2025年4月18日上映。電影發行後的口碑普遍負面，遭受影評界批評的部份集中在欠缺原創性和前作系列的恐怖氛圍，和《小熊維尼：血與蜜》在「爛片奧斯卡」之稱的第44屆金酸莓獎並列入圍5項獎項。

## 故事大綱
自從愛妻在12年前海地大地震發生時死於難產之後，菲爾汀就一個人獨自撫養他們的女兒安潔拉，然而有天，安潔拉和她的好友凱瑟琳在樹林中消失不見，但在三天後卻又突然回家，完全不記得自己發生了什麼事情後，就引發了一連串的詭異事件，迫使維克多不得不面對有邪惡力量作祟的可能性。
出於絕望和恐懼，他向唯一親眼目睹這種事卻仍然活著的人求助：克莉絲·麥尼爾。

## 演員
- 小萊斯利·奧多姆飾演維克多·菲爾汀（Victor Fielding）
- 奧莉薇亞·瑪肯姆（Olivia Marcum）飾演凱薩琳（Kathrine）
- 麗迪亞·朱威特（Lidya Jewett）飾演安潔拉·菲爾汀（Angela Fielding）
- 珍妮佛·奈特勒斯（英语：Jennifer Nettles）飾演米蘭妲（Miranda）
- 安·道得飾演安（Ann）
- 艾倫·鮑絲汀飾演克莉絲·麥尼爾（Chris MacNeil）
- 奧奎·奧克波克瓦西里（英语：Okwui Okpokwasili）飾演比希布醫生（Dr. Beehibe）
- 拉斐爾·斯巴格飾演唐·雷文斯（Don Revans）

## 製作

### 選角
2021年7月，據報導艾倫·鮑絲汀回歸飾演1973年電影《大法師》的角色克莉絲·麥尼爾（Chris MacNeil），而小萊斯利·奧多姆出演被附身的孩子的父親。2022年8月，安·道得參演。2023年2月，奧莉薇亞·瑪肯姆（Olivia Marcum）、麗迪亞·朱威特（Lidya Jewett）、拉斐爾·斯巴格和珍妮佛·奈特勒斯參演。2023年3月，奧奎·奧克波克瓦西里參演。

### 拍攝
該片於2022年11月在亞特蘭大以及薩凡納展開主體拍攝，並於2023年3月殺青。

## 發行
《大法師：信徒》由環球影業原定於10月13日上映，之後為避開與《泰勒絲：時代巡迴演唱會》正面競爭而提前至10月6日上映，並且於2024年8月10日於串流平台HBO GO上架。

## 評價
根据評論匯總网站爛番茄汇总的168篇评论文章，22%的评论家给予该作正面评价，平均打分为4.4分（满分10分）。该网站总结的评论家共识是“《大法師：信徒》試圖將系列帶回其可怕的根源而獲得肯定，但缺乏新的想法和恐怖，使這成為計劃中的新三部曲的一個不吉利的開始。”。Metacritic則根據51條評論，打出39分的加權平均分數（滿分100分），代表「負面評價為主」。

## 外部連結
- 互联网电影数据库（IMDb）上《大法師：信徒》的资料（英文）